# Saint-Denis-de-Cabanne
Saint-Denis-de-Cabanne es una comuna francesa situada en el departamento de Loira, en la región de Auvernia-Ródano-Alpes.

## Demografía
| 1320 | 1413 | 1431 | 1416 | 1357 | 1293 | 1256 |
| Para los censos de 1962 a 1999 la población legal corresponde a la población sin duplicidades (Fuente: INSEE [Consultar]) |      |      |      |      |      |      |